# Црква Светог Спаса у Херцег Новом
Црква Светог Спаса је храм Српске православне цркве, Митрополије црногорско-приморске, у Херцег Новом.
Налази се налази у насељу Топла. Изградња ове цркве је започела 1709. године, поред Цркве Светог Ђорђа, а градња цркве је завршена 1713. године. Свој данашњи изглед је добила 1864. године када је реновирана готово од темеља. У унутрашњости цркве налазе се изузетно вриједни предмети које су познати људи тога доба поклонили овој цркви. Изнад ове и цркве Св. Ђорда налази се парохијско гробље, а уз гробље ћелија (са спомен плочом) у којој је Јосип Троповић учио Петра Петровића Његоша.
Године 1797, након пада Млетачке републике Аустрија је пожурила прије Наполеона да заузме Боку. Зато су граничари, под командом Матије Рукавине, кренули из Оточца, заузели Книн и затим Сплит, гдје су се укрцали на ратне бродове. 20. августа рано ујутро упловило је 17 аустријских ратних и осам транспортних бродова у херцегновску луку. Послије подне искрца се једна чета граничара и одмах запосједе тврђаву Шпањолу. Православни Србин Мијат Будисављевић је Шпањолу освојио, не оружјем, него знањем. Наводно је раније у њој био заточен и био му је познат подземни пролаз, одакле је са својим војницима и упао у тврђаву и од Турака је освојио. Сјутрадан се искрца са ратног брода Аустрија и генерал Рукавина који је био свечано дочекан. Благодарења су одржана у топаљској цркви Светог Спаса за православце и римокатоличкој Светог Јеронима у граду, за римокатолике.
Славко Перовић ову цркву наводи као манастир у којој се 1877. године вјенчао Лазар Томановић са угледном, лијепом и образованом Петрославом Радуловић.